# 애너하임
애너하임(Anaheim)은 미국 캘리포니아주 오렌지군에 속한 도시이다. 2010년 기준으로 인구는 336,265명으로 캘리포니아 주에서 열번째로, 미국 전체로는 54번째로 큰 도시이다. 오렌지군에서는 산타아나에 이어 두 번째로 큰 도시이며, 면적 기준으로는 어바인에 이어 두 번째로 넓은 도시이기도 하다. 디즈니랜드가 위치해 있으며, 애너하임을 연고로 하는 프로스포츠팀으로는 로스앤젤레스 에인절스 오브 애너하임, NHL 아이스하키의 애너하임 덕스가 있다.

## 역사
기원전 3500년부터 통바족 원주민이 거주했다. 
1846년 미국이 멕시코로부터 캘리포니아를 정복한 후, 1857년 50여 독일계 미국인 가구가 1160 에이커 토지를 구입해, 독일어로 "산타 애너강의 집"이라는 뜻의 애너하임을 세웠다. 당시 주 산업은 와인으로, 25년간 캘리포니아에서 가장 큰 와이너리가 있었다. 20세기 초반 포도밭은 오렌지 과수원으로 바뀌었다.
디즈니랜드는 0.65 km2의 과수원 자리에 1954년 건설을 시작해 1955년 7월 17일 개장했다. 월트 디즈니는 더 넓은 토지를 인수하고 싶었지만 자금이 부족해 상대적으로 작은 부지에 만족해야 했다. 디즈니랜드는 개장 후 6억 5천만여명이 방문한 세계적인 관광지가 되었고 공원 주변은 디즈니가 싫어한 호텔과 레스토랑, 기념품 상점들이 들어섰다.
다른 오렌지 카운티의 도시들처럼 전후 급격히 성장한 애너하임에는 1966년 중반 LA 에인절스가, 1993년에는 월트 디즈니 컴퍼니 소유의 마이티 덕스 오브 애너하임이 창립되었다. 1980년에는 LA 램스가 LA 메모리얼 콜로세움에서 이전해 왔지만 1995년 세인트 루이스로 이전했다.

## 경제
애너하임의 경제는 관광 산업을 기반으로 한다. 디즈니랜드와 애너하임 컨벤션 센터가 관광객들을 모으는 역할을 한다. 디즈니랜드는 도시의 최대 고용주이자 캘리포니아 경제에 매년 47억 달러를 기여한다. 디즈니랜드의 동쪽에서 샌타애나강, 남쪽으로는 가든그로브, 샌타애나까지 이어지는 도로에 호텔과 상업, 문화, 오락 시설들이 줄지어 있어 오렌지군의 중심지 역할을 한다.
애너해임 캐니언 비즈니스 파크는 오렌지군 최대의 산업 단지이자 두번째로 큰 사무 공간이다.

## 인구
| 인구조사              | 인구    | Note  | %±     |
| --------------------- | ------- | ----- | ------ |
| 1870년                | 881     |       | —      |
| 1880년                | 833     |       | −5.4%  |
| 1890년                | 1,273   |       | 52.8%  |
| 1900년                | 1,456   |       | 14.4%  |
| 1910년                | 2,628   |       | 80.5%  |
| 1920년                | 5,526   |       | 110.3% |
| 1930년                | 10,995  |       | 99.0%  |
| 1940년                | 11,031  |       | 0.3%   |
| 1950년                | 14,556  |       | 32.0%  |
| 1960년                | 104,184 |       | 615.7% |
| 1970년                | 166,408 |       | 59.7%  |
| 1980년                | 219,494 |       | 31.9%  |
| 1990년                | 266,406 |       | 21.4%  |
| 2000년                | 328,014 |       | 23.1%  |
| 2010년                | 336,265 |       | 2.5%   |
| 2019 (추산)           | 350,365 | [ 1 ] | 4.2%   |
| U.S. Decennial Census |         |       |        |

## 기후
| 애너하임의 기후                                                  | 애너하임의 기후 | 애너하임의 기후 | 애너하임의 기후 | 애너하임의 기후 | 애너하임의 기후 | 애너하임의 기후 | 애너하임의 기후 | 애너하임의 기후 | 애너하임의 기후 | 애너하임의 기후 | 애너하임의 기후 | 애너하임의 기후 | 애너하임의 기후 |
| 월                                                               | 1월             | 2월             | 3월             | 4월             | 5월             | 6월             | 7월             | 8월             | 9월             | 10월            | 11월            | 12월            | 연간            |
| ---------------------------------------------------------------- | --------------- | --------------- | --------------- | --------------- | --------------- | --------------- | --------------- | --------------- | --------------- | --------------- | --------------- | --------------- | --------------- |
| 역대 최고 기온 °C (°F)                                           | 35 (95)         | 36 (97)         | 37 (98)         | 41 (106)        | 41 (106)        | 41 (106)        | 42 (107)        | 41 (105)        | 43 (110)        | 42 (107)        | 39 (102)        | 33 (91)         | 43 (110)        |
| 일평균 최고 기온 °C (°F)                                         | 21.7 (71.0)     | 21.7 (71.0)     | 23.2 (73.7)     | 24.8 (76.6)     | 25.6 (78.0)     | 27.6 (81.7)     | 30.4 (86.8)     | 31.6 (88.8)     | 31.0 (87.8)     | 28.6 (83.4)     | 24.9 (76.8)     | 21.4 (70.6)     | 26.0 (78.8)     |
| 일일 평균 기온 °C (°F)                                           | 15.5 (59.9)     | 15.7 (60.2)     | 17.0 (62.6)     | 18.5 (65.3)     | 20.1 (68.1)     | 22.1 (71.7)     | 24.6 (76.2)     | 25.2 (77.4)     | 24.4 (75.9)     | 21.8 (71.3)     | 18.3 (64.9)     | 15.2 (59.4)     | 19.8 (67.7)     |
| 일평균 최저 기온 °C (°F)                                         | 9.4 (48.9)      | 9.6 (49.3)      | 10.8 (51.4)     | 11.6 (52.8)     | 14.6 (58.2)     | 16.5 (61.7)     | 18.7 (65.6)     | 18.9 (66.0)     | 17.8 (64.1)     | 15.2 (59.3)     | 11.7 (53.0)     | 9.0 (48.2)      | 13.6 (56.5)     |
| 역대 최저 기온 °C (°F)                                           | −1 (30)         | −1 (30)         | 3 (37)          | 3 (38)          | 7 (45)          | 10 (50)         | 12 (54)         | 11 (52)         | 11 (51)         | 7 (44)          | 1 (33)          | 0 (32)          | −1 (30)         |
| 평균 강우량 mm (인치)                                            | 85 (3.34)       | 88 (3.47)       | 47 (1.86)       | 21 (0.83)       | 13 (0.53)       | 3.8 (0.15)      | 1.8 (0.07)      | 0.25 (0.01)     | 2.5 (0.10)      | 18 (0.72)       | 25 (0.99)       | 51 (2.02)       | 356.35 (14.09)  |
| 평균 강우일수 (≥ 0.01 인치)                                      | 6.1             | 6.3             | 4.9             | 2.7             | 1.8             | 0.8             | 0.8             | 0.1             | 0.7             | 2.1             | 2.7             | 5.7             | 34.7            |
| 출처: 미국 해양대기청 (평년값: 1991년~2020년, 극값: 1989년~현재) |                 |                 |                 |                 |                 |                 |                 |                 |                 |                 |                 |                 |                 |

## 범죄
애너하임은 미국에서 가장 안전한 도시들 중 하나로 꼽힌다. 2003년 9건의 살인 사건이 발생하였는데, 이는 미국 평균의 35% 정도 수준이다. 강간도 평균에 비해 낮은 편이지만 점차 증가하고 있다. 강도는 410건, 폭행은 824건이 발생하였는데, 이는 각각 미국 평균의 절반, 68% 정도이다. 방화는 43건만이 발생하였는데 이는 미국 평균의 43%에 그치는 수준이다.

## 자매 도시
- 대한민국 춘천시
- 일본 미토시
- 대한민국 구례군
- 미국 올랜도